# Segura (Idanha-a-Nova)
Segura is een plaats (freguesia) in de Portugese gemeente Idanha-a-Nova en telt 233 inwoners (2001).